# Bernard Boudin de Tromelin
Pour les articles homonymes, voir Boudin et Tromelin.
Bernard-Marie Boudin, seigneur de Tromelin, dit le « Chevalier de Tromelin » (né le 15 février 1735 à Morlaix, mort le 4 décembre 1815 à Lyon) est un officier de marine, administrateur colonial et explorateur français. Il sert sous les ordres du bailli de Suffren dans l'océan Indien pendant la guerre d'indépendance des États-Unis, mais ses mauvaises relations avec son supérieur provoquèrent sa radiation des officiers de la marine. Il est nommé vice-amiral en 1793, pendant la Révolution.

## Biographie

### Origines et enfance
Bernard-Marie Boudin de Tromelin, naît le 15 février 1735, dans une famille de la noblesse bretonne, de Jacques Boudin, seigneur de Tromelin (1702-1777), commandant les garde-côtes de Plougasnou, et Marie Françoise Le Drouguet de Penaru. De cette union naissent quinze enfants, dont :
- Nicolas Boudin, seigneur de Tromelin (né le 13 septembre 1727 à Plougasnou, décédé le 23 avril 1790 à Ploujean). Lieutenant au régiment Dauphin - Cavalerie. Il est le père de Jacques Boudin, comte de Tromelin.
- Bernard Marie Boudin de Tromelin, à qui cette page est consacrée.
- Maurice Boudin de Tromelin (né le 21 février 1740 à Morlaix, décédé en 1825), chevalier de Launay[2].
- Jacques-Marie Boudin de Tromelin, seigneur de Lanuguy (1751-1798). Officier de marine, il commandait la Dauphine quand il secourut les naufragés de l'île de Tromelin à laquelle il donna son nom[3].

### Carrière militaire
Enrôlé dans la Marine royale en 1750, lieutenant de vaisseau en 1763 à la fin de la guerre de Sept Ans, il est l'un des vingt adjoints de l'Académie de marine en 1769 avant de devenir capitaine de vaisseau et académicien ordinaire en 1777. Il est fait chevalier de l'ordre royal et militaire de Saint-Louis.

### Administrateur du port de Port-Louis
Entre les années 1772 et 1781, Tromelin est administrateur du port de Port-Louis à l'Île-de-France, il entreprend de grands travaux destinés à transformer Port-Louis en un port d’envergure régionale et en base pour les opérations navales en Inde et lors de la Guerre d'indépendance des États-Unis.
Lorsqu'il débarque à l'âge de 32 ans avec Pierre Poivre, Bernard Marie Boudin de Tromelin n'était que lieutenant de vaisseau mais ses dons personnels l'avaient fait remarquer par le duc de Choiseul, ministre de la Marine. « Un autre Labourdonnais » écrit de lui Auguste Toussaint dans une comparaison flatteuse, et Saint-Elme Le Duc « Son existence fut à peu près consacrée à des travaux d'utilité à l'Ile de France. »

### La campagne des Indes et la mésentente avec Suffren
Les relations entre Pierre André de Suffren, commandant d'une division puis de l'escadre de la Marine en Indes, et ses capitaines dont Bernard Boudin de Tromelin  sont très difficiles. Le premier épisode les oppose à la fin du mois d'octobre 1781, à propos du commandement de L'Annibal (74 canons) et de L'Artésien.
Lors du périple de la division navale de Suffren de France à l'Isle de France, L'Annibal et de L'Artésien ont perdu leur commandant au combat. Le chevalier d'Orves, commandant l'escadre de la Marine dans l'océan Indien, attribue à Tromelin le commandement de L'Annibal en sa qualité de commandant la division d'arrière-garde et de plus ancien capitaine de vaisseau et à Bidé de Maureville le commandement de l'Artesien. Suffren, quant à lui réclame leur attribution respectivement à Morard de Galles et à Pas de Beaulieu. Suffren, doit plier aux exigences de ses capitaines et gardera vis-à-vis de Tromelin un vif ressentiment.
Pendant la bataille de Sadras, le 17 février 1782, un défaut de communication entre Suffren et ses capitaines empêche une victoire franche contre l'amiral anglais Edward Hughes, (les signaux du vaisseau de Suffren ne furent pas vus par cinq de ses commandants qui restèrent à l'écart des combats dont Tromelin sur L'Annibal). Suffren reprochera à Tromelin de lui avoir désobéi.
La belle conduite de Tromelin aux combats de Provedien (avril 1782) et de Négapam (juillet 1782) ne changera pas l'attitude de Suffren qui cherche l'occasion de se défaire de Tromelin qui représente à ses yeux un obstacle à sa réussite et à son ambition et qui fédère le mécontentement des officiers  heurtés par son comportement.

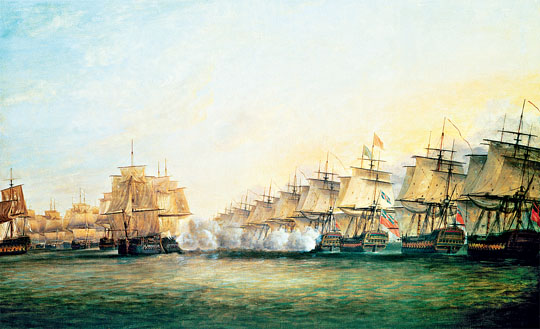
La bataille de Trinquemalay, le 3 septembre 1782, vue par le peintre Dominique Serres (1719-1793).

L'occasion se présentera d'une part le 3 septembre 1782, pendant la bataille de Trinquemalay, pendant laquelle L'Annibal, en raison de vents défavorables, se trouve trop éloigné de la ligne anglaise pour que son tir soit efficace. Il ne peut donc pas prendre part à la bataille. D'autre part, la fin de la campagne 1782 venant, Tromelin demande à être relevé de son commandement pour raison personnelle et de santé et à pouvoir rentrer en France. Il est imité de trois autres capitaines. Suffren va en profiter pour se débarrasser ou mettre au pas tous les capitaines avec lesquels il a tant de difficulté.
Dans le rapport qu'il envoie au roi Louis XVI, daté du 23 septembre 1782, Suffren reproche à Tromelin de ne pas s'être engagé dans la bataille, il avance à l'appui les pertes subies par son bâtiment, Le Héros (30 tués et 70 blessés) comparée à celui L'Annibal de M. de Tromelin (aucune victime),.

« M. de Tromelin, soit par faiblesse, soit par jalousie, avait toujours compromis le succès de nos armes, en restant spectateur bénévole du combat. »

Suffren propose au roi de le démettre de son commandement. Louis XVI sur proposition de Castries approuve et aggrave la sanction : Tromelin est rayé des listes en 1784 sans qu'il puisse se défendre traduit lors d'un conseil de guerre qu'il sollicite pourtant en vain.

## Révolution et Empire
Bernard Marie Boudin de Tromelin termine sa carrière avec le grade de vice-amiral.

## Restauration
Il meurt à Lyon le 1er décembre 1815, à l'âge de 81 ans

### Sources et bibliographie
- René Kerviler, Répertoire général de bio-bibliographie bretonne, Livre premier, Tome 5, éd. J. Plihon et L. Hervé, Rennes, 1886-1908
- Mémoire apologétique de Monsieur de Tromelin, 1788
- E. Chevalier, Histoire de la marine française pendant la guerre américaine, 1877
- Charles Cunat, Le bailli de Suffren : sa vie, ses voyages, La Découvrance, 2008 (lire en ligne)
- Ferdinand Magon de Saint Elier, Tableaux historiques, politiques & pittoresques de l'île de France: aujourd'hui Maurice, depuis sa découverte jusqu'à nos jours, Port-Louis, 1839, [lire en ligne]
- Bernard Lutun, 1814-1817, ou, L'épuration dans la Marine, History, 2005, p. 239